# Nomada erythra
Nomada erythra är en biart som beskrevs av Mitai, Hirashima och Osamu Tadauchi 2007. Nomada erythra ingår i släktet gökbin, och familjen långtungebin. Inga underarter finns listade i Catalogue of Life.